# Jean-Henri Hassenfratz

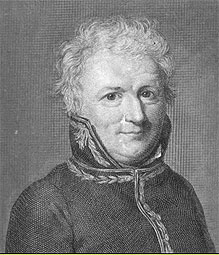
Porträt des Jean-Henri Hassenfratz

Jean-Henri Hassenfratz (* 20. Dezember 1755 in Paris; † 26. Februar 1827 ebenda) war ein französischer Mineraloge, Physiker, Chemiker und Politiker.

## Leben und Wirken
Jean-Henri Hassenfratz war der älteste Sohn von Jean Hassenfratz, genannt le lièvre („der Hase“) und der Marie-Marguerite Dagommer. Seine Eltern waren in der Gastronomie tätig und betrieben ein bekanntes Lokal. Sie waren seit dem 1. Februar 1755 miteinander verheiratet.
Hassenfratz war in frühester Jugend Schiffsjunge auf einem nach Martinique segelnden französischen Kriegsschiff. Bei einem Zimmermann in Paris erhielt er für etwa fünf Jahre eine Ausbildung, bildete sich als Autodidakt theoretisch im Baufach aus, hörte Vorlesungen von Gaspard Monge und wurde 1780 Ingenieurgeograph. 1781 war Hassenfratz Angehöriger des 6e régiment de dragons. Im Jahre 1783 bereiste Hassenfratz im Auftrag der französischen Regierung die Steiermark, Kärnten, Ungarn und einen Teil Deutschlands, um Bergbau und Hüttenwesen näher kennenzulernen. Nach seiner Rückkehr wurde er Direktor des Laboratoriums des Antoine Laurent de Lavoisier (1743–1794), des Begründers der neuzeitlichen Chemie.
Während der Französischen Revolution (1789–1799) war Hassenfratz Mitglied des Jakobinerklubs und des Pariser Gemeinderats und setzte durch, dass die auf den 31. Mai nachts beschlossene Verhaftung der Girondisten auf den nächsten Morgen verschoben wurde, wodurch er vielen die Freiheit und das Leben rettete. Seine Schriften verfolgten damals revolutionäre Tendenzen.
1787 erarbeitete er zusammen mit Pierre-Auguste Adet ein System der chemischen Zeichensprache aus, das unter anderem den Aggregatzustand eines Stoffes verdeutlicht.
Dabei verwendeten sie Zeichen wie  {\displaystyle -\!\,}, {\displaystyle \triangle }, {\displaystyle \nabla }, {\displaystyle \bigodot } oder lateinische Großbuchstaben wie {\displaystyle \bigodot \!\!\!\!\!\!\!{\hbox{A}}}, {\displaystyle \bigodot \!\!\!\!\!\!\!\!{\hbox{M}}}. In letzteren Zeichen wurde gewissermaßen der Weg für Jöns Jakob Berzelius und dessen chemischen Zeichensystem gelegt.
Am 10. August 1792 wurde er Mitglied der Pariser Kommune von 1789 bis 1795. Im Jahre 1793 ernannte ihn der Kriegsminister Jean-Nicolas Pache zum Direktor der Verwaltung der Geräte und Kriegsmunition im Kriegsministerium, directeur de l'administration du matériel au ministère de la Guerre. Große Verdienste erwarb sich Hassenfratz um das Bergbauwesen, um die Reorganisation der Militärschule und die Gründung der École polytechnique, an der er 1794 als Professor der Physik angestellt wurde. 1797 wurde er Professor an der Bergwerksschule. 1814 trat er in den Ruhestand.
Er starb am 26. Februar 1827 und wurde auf dem Pariser Friedhof Père-Lachaise in der 51. Division beigesetzt.

## Werke
- École d'exercice, ou manuel militaire de l'infanterie, cavalerie et artillerie nationale (Paris 1790; erschien bald darauf als
- Catéchisme militaire, ou manuel du garde national, Paris 1790) und
- Cours révolutionnaire d'administration militaire (Paris 1794).
- Traité de l'art du charpentier (Paris 1804)
- Sidérotechnie, ou l'art de traiter les minéraux de fer, pour en obtenir de la fonte, du fer et de l'acier (Paris 1812, 4 Bde.);
- Dictionnaire physique de l'Encyclopédie (Paris 1816–1821, 4 Bde.);
- Neues System der … chemischen Zeichen. Jean Henri Hassenfratz und Pierre Auguste Adet. In: Methode der chemischen Nomenklatur (Methode de nomenclature chimique, deutsch). Wien, 1793.
- System der chemischen Zeichen für die antiphlogistische Chemie und ihre Nomenklatur / von [Jean Henri] Hassenfratz und [Pierre Auguste] Adet. Zum Gebrauche deutscher Scheidekünstler … hrsg. von Karl Frh. von Meldinger. Wien: Wappler in Komm, 1793 (Nouveau Système de caractères chimiques, deutsch).
- Das Wichtigste aus der Eisenhüttenkunde. Übers. u. mit Anm. begleitet v. Traugott Lebr. Hasse. 2 Bde., Leipzig: Baumgärtner, 1820–1821.
- Èncyclopédie Méthodique (Dictionnaire de Physique). Paris 1816–1821, 4 Bde.
- Traité théorique et pratique de l'art de calciner la pierre calcaire, et de fabriquer toutes sortes de mortiers, ciments, bétons etc., soit à bras d'hommes, soit à l'aide de machines. Paris, 1825.